# Harald Treutiger
Nils Harald Ossian Treutiger (uttal  /'trœjtɪgɛr/), född 5 juni 1956 i Härlanda församling i Göteborg, är en svensk journalist och programledare. Han har lett ett antal olika underhållningsprogram i bland annat SVT, TV3 och TV4, inklusive 24 karat, Melodifestivalen, Eurovision Song Contest och Expedition: Robinson. 1993–1998 ledde han tävlingsprogrammet Rena rama sanningen.
År 2011 tog Treutiger skepparexamen, och han är även verksam som skeppare.

## Biografi
Treutiger växte upp i stadsdelen Björkekärr i Göteborg, som ett av fyra syskon. Under studietiden på Sigrid Rudebecks gymnasium medverkade han i skolshower med skolkamraten Tomas Tengby, där Treutiger syntes på scen till Tengbys texter.
Efter studier på Göteborgs universitet åren 1976–1981 tog han journalistexamen 1981. Han var redan då mer inriktad åt etermedier och ordnade själv en praktikplats på SVT i Göteborg.

### TV-karriär
Efter några vikariat i Göteborg och i Stockholm fick han möjlighet att börja på SVT Malmö, dit han var knuten åren 1982–1992 – först som reporter på samhällsprogrammet Magazinet (med Jan Guillou som programledare).
1989 ombads studioreportern Treutiger presentera nyheter och väder i avslutningen av ett program av "ett av alla dessa Lasse Holmqvist-program". Treutiger valde den då mindre vanliga varianten att helt enkelt sätta sig bland studiogästerna och berätta vad som hänt. Därefter presenterade han väderleksrapporten via en flanellograf med självhäftande moln och solar i en stil snarlikt Kurt Olsson. Därefter dröjde det inte länge innan TV-ledningen gav Treutiger möjlighet att gå över till en roll som programledare.
För SVT har Treutiger bland annat lett 24 karat (1990–1994), Melodifestivalen (1991) och Eurovision Song Contest (1992). Åren 1993–1998 ledde han SVT:s tävlingsprogram Rena rama sanningen, och 1997/1998 var han den första programledaren för SVT:s nya tävlingskoncept Expedition: Robinson. Under sin tid som programledare för underhållningsprogram i SVT blev Treutiger bland annat känd som en lång och gänglig göteborgare med uttryck som "Okaj, okaj?"
1998 lämnade Harald Treutiger SVT för TV3. I den kanalen syntes han bland annat i Guinness rekord-TV och Jakten på ökenguldet. Det senare programmet utmynnade dock i ett publikfiasko, något som påverkade Treutigers TV-karriär negativt. Senare har Treutiger dock arbetat med program i TV4 och TV4 Plus, inklusive med Lingo, Sportjeopardy, Full bricka och Bingolotto.

### Skeppare, andra aktiviteter
År 2011 tog Treutiger skepparexamen och började arbeta som skeppare på M/S Svea af Bohuslän. Han har sedan millennieskiftet arbetat allt mindre för TV och mer som konferencier, företagsägare, radiopratare och navigationslärare. Treutiger är en av sex delägare i turbåtsbolaget Kulturbåtarna. Tillsammans med Leif "Loket" Olsson spelade han in julsången "En riktig god jul".

### Privatliv
Harald Treutiger är son till Ossian Treutiger och Harriet Hast, sedan 1984 gift med journalisten Kicki Hultin (född 1956). Paret har två barn, det första fött 1985. Harald Treutigers anfader var Göteborgs första apotekare, Kilian Treutiger.
Treutiger är supporter till Örgryte IS.

## Produktioner

### Television
- 24 karat (SVT)
- Melodifestivalen 1991 (SVT)
- Eurovision Song Contest 1992 (SVT)
- Expedition: Robinson (SVT)
- Rena rama sanningen (SVT, 1997/1998)
- Rally Kalle kommer tillbaka (SVT)
- Guinness rekord-TV (TV3)
- Jakten på ökenguldet (TV3)
- Lingo (TV4 Plus)
- Prat i kvadrat (SVT)
- Rena rama sanningen (SVT)
- Sportjeopardy (TV4 Plus)
- Valvet (TV3)
- Kasta loss (TV4 Plus)
- Koden (TV7)
- Let's Dance (TV4)
- Full bricka (TV4)
- Bingolotto (TV4 Plus)
- Muren (SVT1, Speaker)

### Film
- 1987 – Jim och piraterna Blom
- 1987 – Scorched Heat

### Musik
- En riktig god jul (03:09)[10]  skapad och framförd tillsammans med Leif "Loket" Olsson.